# NetWare
NetWare là một hệ điều hành mạng máy tính đã ngừng hoạt động được Novell, Inc. phát triển. Ban đầu, nó sử dụng đa nhiệm hợp tác để chạy các dịch vụ khác nhau trên máy tính cá nhân, sử dụng giao thức mạng IPX.
Sản phẩm NetWare ban đầu vào năm 1983 đã hỗ trợ các máy khách chạy cả CP/M và MS-DOS, chạy trên cấu trúc liên kết mạng sao độc quyền và dựa trên máy chủ tệp do Novell xây dựng bằng vi xử lý Motorola 68000, nhưng công ty đã sớm chuyển khỏi việc xây dựng sở hữu phần cứng và NetWare trở nên độc lập với phần cứng, chạy trên mọi hệ thống tương thích với IBM PC dựa trên Intel và một loạt các card mạng. Ngay từ đầu, NetWare đã triển khai một số tính năng lấy cảm hứng từ hệ thống máy tính lớn và máy tính mini không có sẵn trong các đối thủ cạnh tranh.
Năm 1991, Novell đã giới thiệu các sản phẩm mạng ngang hàng rẻ hơn cho DOS và Windows, không liên quan đến phần mềm NetWare tập trung vào máy chủ của họ. Đó là NetWare Lite 1.0 (NWL), và sau đó là Personal NetWare 1.0 (PNW) vào năm 1993.
Năm 1993, dòng sản phẩm chính của NetWare đã có một bước chuyển biến mạnh mẽ khi Phiên bản 4 giới thiệu NetWare Directory Services (NDS), một dịch vụ thư mục toàn cầu tương tự như Active Directory mà Microsoft sẽ phát hành 7 năm sau đó. Điều này, cùng với hệ thống e-mail mới (GroupWise), bộ cấu hình ứng dụng (ZENworks) và sản phẩm bảo mật (BorderManager) đều được nhắm vào nhu cầu của các doanh nghiệp lớn.
Tuy nhiên, đến năm 2000, Microsoft đã chiếm thêm lượng khách hàng của Novell và Novell ngày càng hướng đến tương lai dựa trên nhân Linux. Sản phẩm kế thừa cho NetWare, Open Enterprise Server (OES), được phát hành vào tháng 3 năm 2005, đã cung cấp tất cả các dịch vụ được NetWare v6.5 lưu trữ trước đó, nhưng trên SUSE Linux Enterprise Server; hạt nhân NetWare vẫn là một tùy chọn cho đến OES 11 vào cuối năm 2011.
Bản phát hành bản cập nhật cuối cùng là phiên bản 6.5SP8 của tháng 5 năm 2009; NetWare không còn trong danh sách sản phẩm của Novell. Hỗ trợ chung NetWare 6.5SP8 đã kết thúc vào năm 2010, với Hỗ trợ mở rộng cho đến cuối năm 2015 và Tự hỗ trợ cho đến cuối năm 2017. Thay thế nó là Open Enterprise Server.